# 何塞·拉蒙·巴拉格尔
何塞·拉蒙·巴拉格尔·卡夫雷拉（西班牙語：José Ramón Balaguer Cabrera，1932年6月6日—2022年7月15日），男，古巴政治人物，曾任卫生部长。

## 生平
1932年6月6日生于关塔那摩。1949年移居哈瓦那学习医学。1952年参加革命，1957年5月参加马埃斯特腊山脉游击战，曾被捕入狱，在博尼亚托监狱服刑两个月。1959年后，在古巴革命武装力量任职。1976年至1985年，担任古巴共产党圣地亚哥省委员会第一书记。1990年至1992年，担任古巴驻苏联大使。1997年至2011年，担任古巴共产党第五届中央政治局委员。2004年至2010年，担任古巴卫生部长。2011年至2019年，担任古巴共产党中央委员会书记处书记、国际关系部部长。2022年7月15日逝世。